# 岐阜県道351号御嵩川辺線
岐阜県道351号御嵩川辺線（ぎふけんどう351ごう みたけかわべせん）は、岐阜県可児郡御嵩町伏見から同県加茂郡八百津町を経由して加茂郡川辺町に至る道路（一般県道）である。

## 概要
途中、木曽川に架かる下渡橋を通る。

### 通過する自治体
- 岐阜県
  - 可児郡
    - 御嵩町

  - 可児市
  - 加茂郡
    - 八百津町
    - 川辺町

## 交差する道路
- 国道21号
- 岐阜県道381号多治見八百津線
- 岐阜県道350号野上古井線
- 国道418号

## 周辺
- 可児市御嵩町中学校組合共和中学校
- サンクラシックゴルフクラブ
- 可成寺